# Sólápur
Sólápur (maráthsky सोलापूर) je město v indickém svazovém státě Maháráštře. K roku 2011 v něm žilo přibližně 951 tisíc obyvatel.

## Poloha a doprava
Sólápur leží v západní části Dekánské plošiny u jižního okraje Maháráštry – hranice se sousední Karnátakou je od něj vzdálena jen přibližně dvacet kilometrů jižně.
Z dopravního hlediska je Sólápur důležitým dopravním uzlem – vedou přes něj hlavní silnice i železnice z Bombaje (ležícího přibližně 400 kilometrů západně) do Hajdarábádu, na které zde navazují železnice a silnice v severojižním směru.

## Obyvatelstvo
V posledních desetiletích se počet obyvatel zvyšuje: K roku 1991 jich bylo přibližně 604 tisíc, k roku 2001 jich bylo 872 tisíc a k roku 2011 051 tisíc. Zhruba 76 % jich vyznává hinduismus, přibližně 20 % jsou stoupenci islámu a přibližně po jednom procentu má buddhismus, křesťanství a džinismus.
Obyvatelé hovoří převážně maráthsky, kannadsky a urdsky.
Gramotných bylo k roku 2011 přibližně 84 % obyvatel.